# Georg Wetzel
Georg Edmund Wetzel (* 29. Dezember 1871 in Wittenberge; † 13. September 1951 in Halle) war ein deutscher Mediziner und Anatom.

## Leben
Georg Wetzel war der Sohn des praktischen Arztes und Geheimen Sanitätsrats Edmund Wetzel (1835–1919) und dessen Ehefrau Marie, geborene Klinger (1842–1906). Er studierte nach dem Besuch der städtische Bürgerschule in Wittenberge und dem Abitur 1891 auf dem Joachimsthalschen Gymnasium in Berlin an der Ludwig-Maximilians-Universität München und der Friedrich-Wilhelms-Universität zu Berlin Medizin und wurde 1896 bei Oscar Hertwig in Berlin mit seiner Dissertation Beitrag zum Studium der künstlichen Doppelmissbildung von Rana Fusca zum Dr. med. promoviert.
Im Jahr 1900 habilitierte er sich an der Friedrich-Wilhelms-Universität zu Berlin für allgemeine Anatomie und Entwicklungslehre, wurde 1903 bei Carl Hasse als Dozent der Medizinischen Fakultät und 1. Assistent des Anatomischen Institutes an die Königliche Universität zu Breslau umhabilitiert, wurde in Breslau 1904 2. Prosektor, 1909 Professor und erhielt 1913 einen Lehrauftrag Anatomie für Zahnärzte. In der Zeit von 1914 bis 1917 vertrat er den als Oberfeldarzt im Ersten Weltkrieg eingesetzten Emil Gasser auf dem anatomischen Lehrstuhl in Marburg. Im Jahr 1918 erhielt er ein planmäßiges Extraordinariat an der Universität Halle, wurde Abteilungsvorsteher im Anatomischen Institut und 1922 zum persönlichen Ordinarius ernannt. Im Jahr 1924 erhielt er einen Lehrauftrag für Entwicklungsmechanik an der Universität Greifswald, wurde dauerhaft von der Universität Halle beurlaubt, 1930 in Greifswald zum Direktor des Instituts für Entwicklungsmechanik ernannt, 1937 von den amtlichen Verpflichtungen entbunden und 1945 von der Universität Halle entlassen. In der Folgezeit arbeitete er zunächst ohne Besoldung, dann gegen eine geringe Entlohnung im Anatomischen Institut der Universität Halle weiter, um die anatomische Sammlung neu zu ordnen.
Georg Wetzel trat nach 1933 in die Organisationen Nationalsozialistischer Lehrerbund (NSLB), Nationalsozialistischer Deutscher Ärztebund (NSDÄB), Nationalsozialistische Volkswohlfahrt (NSV), Reichsluftschutzbund (RLB) sowie 1934 in die Deutsche Gesellschaft für Rassenhygiene ein und wurde am 1. Mai 1937 Mitglied der NSDAP (Mitgliedsnummer 5.639.245).
Im Jahr 1946 wurde er in die Liberal-Demokratische Partei Deutschlands (LDPD) aufgenommen.
Georg Wetzel wurde unter der Präsidentschaft des Mathematikers Albert Wangerin 1920 unter der Matrikel-Nr. 3445 als Mitglied in die Deutsche Akademie der Naturforscher Leopoldina aufgenommen.

## Schriften
- Beitrag zum Studium der künstlichen Doppelmissbildung von Rana Fusca. Dissertation, Schade, Berlin 1896
- Lehrbuch der Anatomie für Zahnärzte und Studierende der Zahnheilkunde. Fischer, Jena 1914 (2. Aufl. 1920, 3. Aufl. 1928, 4. Aufl. 1930, 5. Aufl. 1933, 6. Aufl. 1951)
- mit Karl Peter und Friedrich Heiderich (Hrsg.): Handbuch der Anatomie des Kindes. 2 Bände, Bergmann, München 1928/38